# Kälberberg (Buttenheim)

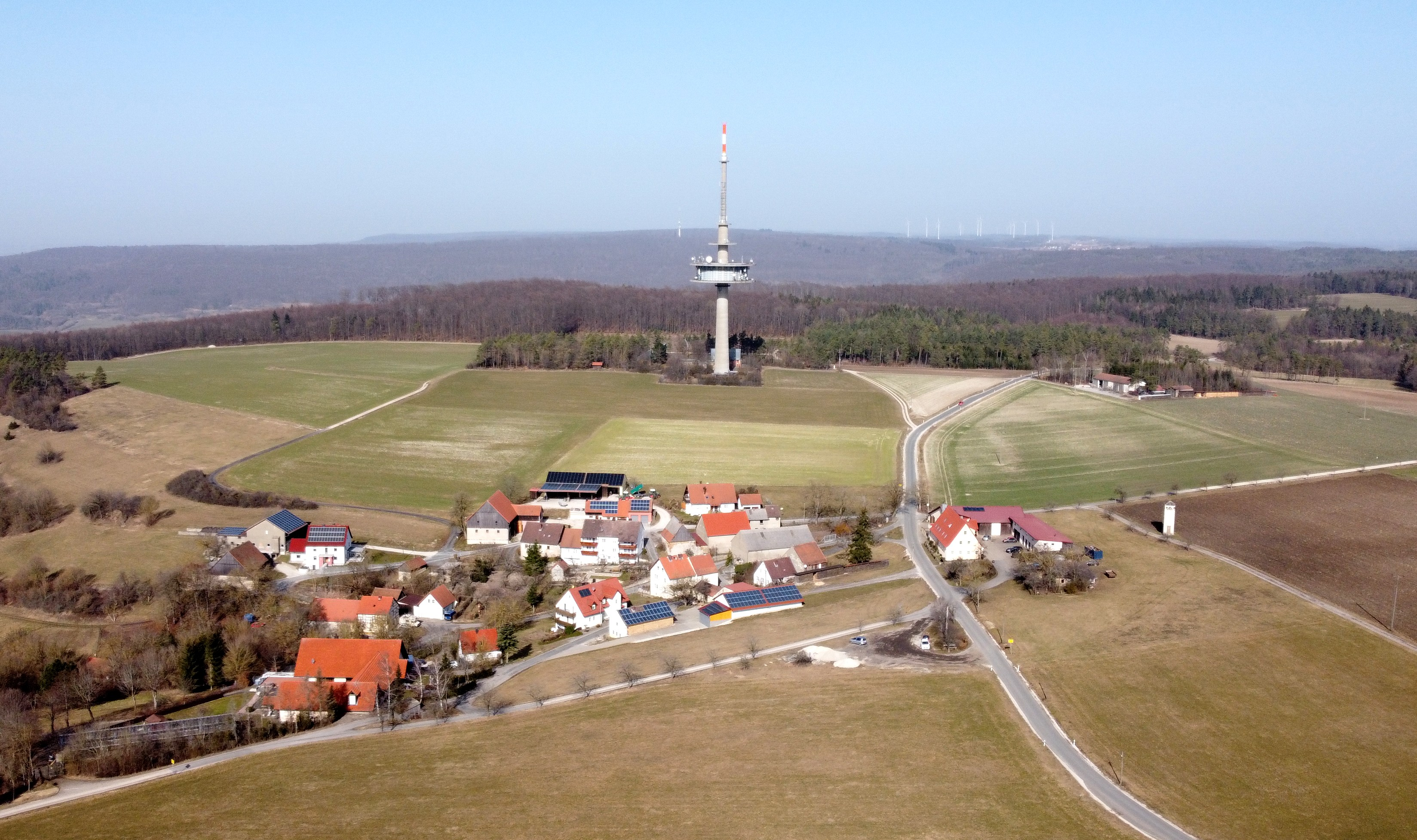
Luftbild von Kälberberg (Februar 2021)

Kälberberg ist ein Gemeindeteil des Marktes Buttenheim im oberfränkischen Landkreis Bamberg in Bayern. Der Weiler liegt rund einen Kilometer westlich von Tiefenhöchstadt. Südwestlich von Kälberberg liegt Hochstall, ein weiterer Gemeindeteil von Buttenheim. 

## Geschichte
Der Ort wurde im Jahre 1145 als „Calwenberg“ erstmals urkundlich genannt.

## Sehenswürdigkeiten
- Kurz vor dem östlichen Eingang von Kälberberg steht der 142 m hohe Fernmeldeturm Bamberg, der für Richtfunk, Fernsehen und Telefon Ende der 1980er Jahre erbaut wurde.
- Der 1996 mitten im Dorf erbaute Glockenturm.